# Championnat d'Irlande de football 1903-1904
Navigation
Édition précédente Édition suivante
Le quatorzième championnat d'Irlande de football se déroule en 1903-1904. Le championnat accueille pour la dernière fois un régiment de l'armée britannique, le KOSB Regiment. 
Linfield FC remporte pour la septième fois le championnat en restant invaincu toute la saison. Le club réalise aussi le doublé en remportant la même année la Coupe d’Irlande battant en finale le Derry Celtic.

## Les 8 clubs participants
- Belfast Celtic
- Bohemian FC
- Cliftonville FC
- Derry Celtic
- Distillery FC
- Glentoran FC
- Linfield FC
- KOSB Regiment

## Classement
| Rang | Équipe          | Pts | J  | G  | N | P  | Bp | Bc | Diff |
| ---- | --------------- | --- | -- | -- | - | -- | -- | -- | ---- |
| 1    | Linfield FC     | 26  | 14 | 12 | 2 | 0  | 47 | 9  | +38  |
| 2    | Distillery FC   | 20  | 14 | 8  | 4 | 2  | 35 | 13 | +22  |
| 3    | Glentoran FC    | 20  | 14 | 7  | 6 | 1  | 20 | 10 | +10  |
| 4    | Belfast Celtic  | 12  | 14 | 5  | 2 | 7  | 24 | 17 | +7   |
| 5    | Cliftonville FC | 12  | 14 | 5  | 2 | 7  | 22 | 31 | -9   |
| 6    | Bohemian FC     | 11  | 14 | 4  | 3 | 7  | 24 | 33 | -9   |
| 7    | Derry Celtic    | 8   | 14 | 3  | 2 | 9  | 17 | 26 | -9   |
| 8    | KOSB Regiment   | 3   | 14 | 1  | 1 | 12 | 11 | 61 | -50  |

|  | Champion d'Irlande |
|  | Relégation         |

## Bilan de la saison
| Tableau d'Honneur                 |             |
| Compétition                       | Vainqueur   |
| Championnat d'Irlande de football | Linfield FC |
| Coupe d'Irlande de football       | Linfield FC |

| Promotions et relégations |               |
| Relégués                  | KOSB Regiment |
| Promus                    | Shelbourne FC |